# Mannschaftskader der Chinesischen Mannschaftsmeisterschaft im Schach 2013
Die Liste der Mannschaftskader der Chinesischen Mannschaftsmeisterschaft im Schach 2013 enthält alle Spieler, die in der Chinesischen Mannschaftsmeisterschaft im Schach 2013 mindestens einmal eingesetzt wurden mit ihren Einzelergebnissen.

## Allgemeines
Die Zahl der gemeldeten Spieler war nicht beschränkt. Während Shanghai Jianqiao University und Jiangsu Green Sheep Springs mit je sechs Spielern auskamen, setzten Qingdao School und Qinhuangdao Evening News je zwölf Spieler ein. Insgesamt kamen 100 Spieler zum Einsatz, von denen 26 alle Wettkämpfe mitspielten.
Punktbeste Spielerin war Tan Zhongyi (Chongqing) mit 17 Punkten aus 22 Partien. Wang Yue, Wladimir Malachow (beide Tianjin Nankai University) und Guo Qi (Jiangsu Green Sheep Springs) erzielten jeweils 16 Punkte aus 22 Partien.
In dieser Saison erreichte niemand 100 %, das prozentual beste Ergebnis (85,7 %) gelang Baadur Dschobawa (Qingdao School) mit 6 Punkten aus 7 Partien.

## Legende
Die nachstehenden Tabellen enthalten folgende Informationen:
- Nr.: Ranglistennummer
- Titel: FIDE-Titel zu Saisonbeginn (Eloliste vom April 2013); GM = Großmeister, IM = Internationaler Meister, FM = FIDE-Meister, WGM = Großmeister der Frauen, WIM = Internationaler Meister der Frauen, WFM = FIDE-Meister der Frauen, CM = Candidate Master, WCM = Candidate Master der Frauen
- Elo: Elo-Zahl zu Saisonbeginn (Eloliste vom April 2013), sofern vorhanden
- Nation: Nationalität gemäß Eloliste vom April 2013; ARM = Armenien, AUS = Australien, CHN = China, GEO = Georgien, INA = Indonesien, IND = Indien, KOR = Südkorea, MGL = Mongolei, PHI = Philippinen, QAT = Katar, RUS = Russland, SIN = Singapur, UKR = Ukraine, USA = Vereinigte Staaten, VIE = Vietnam
- G: Anzahl Gewinnpartien
- R: Anzahl Remispartien
- V: Anzahl Verlustpartien
- Pkt.: Anzahl der erreichten Punkte
- Partien: Anzahl der gespielten Partien
- Elo-Performance: Turnierleistung der Spieler mit mindestens 5 Partien
- Normen: Erspielte Normen für FIDE-Titel

## Tianjin Nankai University
| Nr. | Titel | Name                   | Elo  | Nation | G  | R  | V | Pkt. | Partien | Elo-Performance | Normen |
| --- | ----- | ---------------------- | ---- | ------ | -- | -- | - | ---- | ------- | --------------- | ------ |
| 1   | GM    | Wang Yue               | 2725 | CHN    | 12 | 8  | 2 | 16   | 22      | 2678            |        |
| 2   | GM    | Wladimir Malachow      | 2708 | RUS    | 10 | 12 | 0 | 16   | 22      | 2706            |        |
| 3   | GM    | Ma Qun                 | 2595 | CHN    | 10 | 8  | 4 | 14   | 22      | 2613            |        |
| 4   | GM    | K. Humpy               | 2618 | IND    | 7  | 4  | 1 | 9    | 12      | 2482            |        |
| 5   | GM    | Elina Danieljan        | 2457 | ARM    | 0  | 1  | 2 | 0,5  | 3       |                 |        |
| 6   | IM    | Lela Dschawachischwili | 2423 | GEO    | 4  | 3  | 0 | 5,5  | 7       | 2410            |        |
| 7   | WGM   | Ning Chunhong          | 2295 | CHN    | 0  | 4  | 8 | 2    | 12      | 2175            |        |
| 8   |       | Qin Ranran             | 2033 | CHN    | 0  | 1  | 7 | 0,5  | 8       | 1931            |        |
| 9   |       | Nie Xin                | 2058 | CHN    | 0  | 0  | 2 | 0    | 2       |                 |        |

## Beijing North Olympic
| Nr. | Titel | Name       | Elo  | Nation | G  | R  | V | Pkt. | Partien | Elo-Performance | Normen |
| --- | ----- | ---------- | ---- | ------ | -- | -- | - | ---- | ------- | --------------- | ------ |
| 1   | GM    | Li Chao    | 2683 | CHN    | 7  | 6  | 2 | 10   | 15      | 2651            |        |
| 2   | GM    | Yu Yangyi  | 2668 | CHN    | 10 | 9  | 3 | 14,5 | 22      | 2636            |        |
| 3   | GM    | Xiu Deshun | 2575 | CHN    | 6  | 12 | 4 | 12   | 22      | 2543            |        |
| 4   |       | Bai Jinshi | 2410 | CHN    | 2  | 3  | 2 | 3,5  | 7       | 2470            |        |
| 5   | GM    | Zhao Xue   | 2565 | CHN    | 9  | 6  | 4 | 12   | 19      | 2428            |        |
| 6   | WGM   | Wang Jue   | 2379 | CHN    | 10 | 3  | 9 | 11,5 | 22      | 2337            |        |
| 7   | IM    | Li Ruofan  | 2396 | SIN    | 2  | 0  | 1 | 2    | 3       |                 |        |

## Shanghai Jianqiao University
| Nr. | Titel | Name          | Elo  | Nation | G  | R  | V | Pkt. | Partien | Elo-Performance | Normen |
| --- | ----- | ------------- | ---- | ------ | -- | -- | - | ---- | ------- | --------------- | ------ |
| 1   | GM    | Ni Hua        | 2668 | CHN    | 9  | 12 | 1 | 15   | 22      | 2655            |        |
| 2   | GM    | Zhou Jianchao | 2567 | CHN    | 6  | 10 | 6 | 11   | 22      | 2494            |        |
| 3   | IM    | Lou Yiping    | 2491 | CHN    | 7  | 8  | 7 | 11   | 22      | 2532            |        |
| 4   | WGM   | Ju Wenjun     | 2518 | CHN    | 12 | 5  | 3 | 14,5 | 20      | 2462            |        |
| 5   | WGM   | Zhang Xiaowen | 2400 | CHN    | 9  | 7  | 6 | 12,5 | 22      | 2412            |        |
| 6   | WGM   | Wang Pin      | 2394 | CHN    | 1  | 0  | 1 | 1    | 2       |                 |        |

## Jiangsu Green Sheep Springs
| Nr. | Titel | Name              | Elo  | Nation | G  | R | V | Pkt. | Partien | Elo-Performance | Normen |
| --- | ----- | ----------------- | ---- | ------ | -- | - | - | ---- | ------- | --------------- | ------ |
| 1   | GM    | Ruslan Ponomarjow | 2731 | UKR    | 0  | 4 | 0 | 2    | 4       |                 |        |
| 2   | GM    | Yu Ruiyuan        | 2553 | CHN    | 6  | 9 | 6 | 10,5 | 21      | 2512            |        |
| 3   | IM    | Wei Yi            | 2604 | CHN    | 9  | 8 | 5 | 13   | 22      | 2591            |        |
| 4   |       | Lin Chen          | 2471 | CHN    | 7  | 3 | 9 | 8,5  | 19      | 2426            |        |
| 5   | WGM   | Guo Qi            | 2451 | CHN    | 12 | 8 | 2 | 16   | 22      | 2417            |        |
| 6   | IM    | Shen Yang         | 2421 | CHN    | 12 | 6 | 4 | 15   | 22      | 2492            |        |

## Chongqing
| Nr. | Titel | Name               | Elo  | Nation | G  | R  | V | Pkt. | Partien | Elo-Performance | Normen |
| --- | ----- | ------------------ | ---- | ------ | -- | -- | - | ---- | ------- | --------------- | ------ |
| 1   | GM    | Alexander Motyljow | 2645 | RUS    | 2  | 7  | 1 | 5,5  | 10      | 2536            |        |
| 2   | GM    | Jewgeni Najer      | 2641 | RUS    | 4  | 4  | 0 | 6    | 8       | 2702            |        |
| 3   | GM    | Michail Kobalija   | 2649 | RUS    | 0  | 3  | 1 | 1,5  | 4       |                 |        |
| 4   | IM    | Wang Chen          | 2503 | CHN    | 7  | 9  | 6 | 11,5 | 22      | 2505            |        |
| 5   | GM    | Gao Rui            | 2462 | CHN    | 7  | 6  | 9 | 10   | 22      | 2448            |        |
| 6   | WGM   | Tan Zhongyi        | 2510 | CHN    | 12 | 10 | 0 | 17   | 22      | 2413            |        |
| 7   | WGM   | Huang Qian         | 2485 | CHN    | 10 | 7  | 4 | 13,5 | 21      | 2432            |        |
| 8   | WGM   | Tian Tian          | 2174 | CHN    | 0  | 0  | 1 | 0    | 1       |                 |        |

## Shandong Gree
| Nr. | Titel | Name        | Elo  | Nation | G  | R  | V | Pkt. | Partien | Elo-Performance | Normen |
| --- | ----- | ----------- | ---- | ------ | -- | -- | - | ---- | ------- | --------------- | ------ |
| 1   | GM    | Bu Xiangzhi | 2683 | CHN    | 10 | 9  | 1 | 14,5 | 20      | 2723            |        |
| 2   | GM    | Zhao Jun    | 2603 | CHN    | 10 | 10 | 2 | 15   | 22      | 2644            |        |
| 3   | GM    | Wen Yang    | 2585 | CHN    | 8  | 10 | 4 | 13   | 22      | 2556            |        |
| 4   |       | Chen Peng   | 2198 | CHN    | 0  | 0  | 2 | 0    | 2       |                 |        |
| 5   | GM    | D. Harika   | 2484 | IND    | 5  | 7  | 0 | 8,5  | 12      | 2488            |        |
| 6   |       | Lei Tingjie | 2327 | CHN    | 8  | 9  | 5 | 12,5 | 22      | 2391            |        |
| 7   |       | Sun Fanghui | 2117 | CHN    | 0  | 2  | 5 | 1    | 7       | 1991            |        |
| 8   |       | Sun Xinyue  | 2042 | CHN    | 0  | 0  | 3 | 0    | 3       |                 |        |

## Qingdao School
| Nr. | Titel | Name                   | Elo  | Nation | G | R | V | Pkt. | Partien | Elo-Performance | Normen |
| --- | ----- | ---------------------- | ---- | ------ | - | - | - | ---- | ------- | --------------- | ------ |
| 1   | GM    | Baadur Dschobawa       | 2695 | GEO    | 5 | 2 | 0 | 6    | 7       | 2772            |        |
| 2   | GM    | Zhou Weiqi             | 2622 | CHN    | 9 | 9 | 4 | 13,5 | 22      | 2614            |        |
| 3   | GM    | Nguyễn Ngọc Trường Sơn | 2614 | VIE    | 1 | 2 | 1 | 2    | 4       |                 |        |
| 4   | IM    | Wang Shuai             | 2438 | CHN    | 0 | 1 | 0 | 0,5  | 1       |                 |        |
| 5   | IM    | Kim Steven Yap         | 2414 | PHI    | 0 | 1 | 2 | 0,5  | 3       |                 |        |
| 6   |       | Ma Zhonghan            | 2404 | CHN    | 3 | 7 | 7 | 6,5  | 17      | 2432            |        |
| 7   |       | Mu Ke                  | 2302 | CHN    | 2 | 3 | 7 | 3,5  | 12      | 2286            |        |
| 8   | IM    | Walentina Gunina       | 2509 | RUS    | 5 | 1 | 1 | 5,5  | 7       | 2462            |        |
| 9   | WGM   | Hoàng Thị Bảo Trâm     | 2269 | VIE    | 0 | 0 | 3 | 0    | 3       |                 |        |
| 10  | IM    | Phạm Lê Thảo Nguyên    | 2360 | VIE    | 1 | 1 | 2 | 1,5  | 4       |                 |        |
| 11  | WIM   | Gong Qianyun           | 2335 | CHN    | 2 | 4 | 2 | 4    | 8       | 2291            |        |
| 12  | WIM   | Ni Shiqun              | 2267 | CHN    | 5 | 8 | 9 | 9    | 22      | 2307            |        |

## Zhejiang
| Nr. | Titel | Name         | Elo  | Nation | G  | R | V  | Pkt. | Partien | Elo-Performance | Normen |
| --- | ----- | ------------ | ---- | ------ | -- | - | -- | ---- | ------- | --------------- | ------ |
| 1   | GM    | Ding Liren   | 2710 | CHN    | 7  | 4 | 2  | 9    | 13      | 2675            |        |
| 2   | GM    | Lu Shanglei  | 2550 | CHN    | 10 | 7 | 5  | 13,5 | 22      | 2608            |        |
| 3   | IM    | Yu Lie       | 2374 | CHN    | 4  | 8 | 10 | 8    | 22      | 2419            |        |
| 4   |       | Lan Zilun    | 2180 | CHN    | 1  | 1 | 7  | 1,5  | 9       | 2301            |        |
| 5   | WGM   | Ding Yixin   | 2428 | CHN    | 8  | 9 | 5  | 12,5 | 22      | 2371            |        |
| 6   | WIM   | Wang Xiaohui | 2177 | CHN    | 3  | 1 | 6  | 3,5  | 10      | 2174            |        |
| 7   | WFM   | Qiu Mengjie  | 2117 | CHN    | 1  | 1 | 10 | 1,5  | 12      | 2033            |        |

## Guangdong Huateng Club
| Nr. | Titel | Name                    | Elo  | Nation | G  | R | V  | Pkt. | Partien | Elo-Performance | Normen |
| --- | ----- | ----------------------- | ---- | ------ | -- | - | -- | ---- | ------- | --------------- | ------ |
| 1   | GM    | Li Shilong              | 2523 | CHN    | 6  | 5 | 10 | 8,5  | 21      | 2434            |        |
| 2   | GM    | Yu Shaoteng             | 2499 | CHN    | 4  | 3 | 3  | 5,5  | 10      | 2504            |        |
| 3   | IM    | Zeng Chongsheng         | 2497 | CHN    | 8  | 6 | 8  | 11   | 22      | 2559            |        |
| 4   |       | Liu Chang               | 2349 | CHN    | 1  | 7 | 5  | 4,5  | 13      | 2407            |        |
| 5   | IM    | Batchujagiin Möngöntuul | 2449 | MGL    | 12 | 7 | 2  | 15,5 | 21      | 2465            |        |
| 6   |       | Li Xueyi                | 2139 | CHN    | 6  | 2 | 7  | 7    | 15      | 2266            | WIM    |
| 7   |       | Liu Manli               | 2136 | CHN    | 0  | 3 | 5  | 1,5  | 8       | 2136            |        |

## Hebei Sports Lottery
| Nr. | Titel | Name            | Elo  | Nation | G | R | V  | Pkt. | Partien | Elo-Performance | Normen |
| --- | ----- | --------------- | ---- | ------ | - | - | -- | ---- | ------- | --------------- | ------ |
| 1   | GM    | Zhao Zong-Yuan  | 2579 | AUS    | 4 | 1 | 2  | 4,5  | 7       | 2566            |        |
| 2   | GM    | Zhang Pengxiang | 2574 | CHN    | 1 | 2 | 3  | 2    | 6       | 2493            |        |
| 3   | IM    | Wan Yunguo      | 2516 | CHN    | 4 | 8 | 9  | 8    | 21      | 2458            |        |
| 4   | GM    | Wang Rui        | 2406 | CHN    | 2 | 5 | 10 | 4,5  | 17      | 2335            |        |
| 5   | IM    | Yang Kaiqi      | 2334 | CHN    | 2 | 0 | 13 | 2    | 15      | 2205            |        |
| 6   | GM    | Nana Dsagnidse  | 2557 | GEO    | 1 | 2 | 1  | 2    | 4       |                 |        |
| 7   | WIM   | Zhai Mo         | 2267 | CHN    | 8 | 3 | 10 | 9,5  | 21      | 2255            |        |
| 8   |       | Wang Doudou     | 2222 | CHN    | 5 | 8 | 5  | 9    | 18      | 2352            |        |
| 9   |       | Guo Weibao      |      | CHN    | 0 | 0 | 1  | 0    | 1       |                 |        |

## Hubei Energy
| Nr. | Titel | Name          | Elo  | Nation | G | R | V  | Pkt. | Partien | Elo-Performance | Normen |
| --- | ----- | ------------- | ---- | ------ | - | - | -- | ---- | ------- | --------------- | ------ |
| 1   | IM    | Lin Weiguo    | 2452 | CHN    | 4 | 3 | 4  | 5,5  | 11      | 2531            |        |
| 2   |       | Xu Yinglun    | 2331 | CHN    | 3 | 7 | 8  | 6,5  | 18      | 2468            | IM     |
| 3   |       | Fang Yan      | 2297 | CHN    | 1 | 3 | 11 | 2,5  | 15      | 2289            |        |
| 4   |       | Chu Wei Chao  | 2275 | CHN    | 3 | 8 | 11 | 7    | 22      | 2390            |        |
| 5   | GM    | Zhu Chen      | 2479 | QAT    | 4 | 2 | 1  | 5    | 7       | 2371            |        |
| 6   | WIM   | Xu Huahua     | 2092 | CHN    | 2 | 3 | 9  | 3,5  | 14      | 2231            |        |
| 7   |       | Gu Tianlu     | 2044 | CHN    | 2 | 4 | 7  | 4    | 13      | 2246            |        |
| 8   |       | Hong Xing     | 1957 | CHN    | 0 | 2 | 4  | 1    | 6       | 2111            |        |
| 9   |       | Wang Chengjia | 1963 | KOR    | 0 | 1 | 3  | 0,5  | 4       |                 |        |

## Qinhuangdao Evening News
| Nr. | Titel | Name                 | Elo  | Nation | G | R | V  | Pkt. | Partien | Elo-Performance | Normen |
| --- | ----- | -------------------- | ---- | ------ | - | - | -- | ---- | ------- | --------------- | ------ |
| 1   | GM    | Wang Hao             | 2737 | CHN    | 4 | 4 | 0  | 6    | 8       | 2761            |        |
| 2   | GM    | Wladimir Below       | 2628 | RUS    | 0 | 2 | 1  | 1    | 3       |                 |        |
| 3   | GM    | Susanto Megaranto    | 2527 | INA    | 1 | 2 | 1  | 2    | 4       |                 |        |
| 4   | GM    | Wu Wenjin            | 2355 | CHN    | 1 | 4 | 9  | 3    | 14      | 2256            |        |
| 5   |       | Wang Yiye            | 2392 | CHN    | 6 | 5 | 6  | 8,5  | 17      | 2537            | IM     |
| 6   |       | Ji Dan               | 2384 | CHN    | 2 | 6 | 8  | 5    | 16      | 2408            |        |
| 7   | IM    | Marija Musytschuk    | 2491 | UKR    | 2 | 2 | 0  | 3    | 4       |                 |        |
| 8   | IM    | Sopiko Guramischwili | 2398 | GEO    | 2 | 0 | 1  | 2    | 3       |                 |        |
| 9   | WIM   | Medina Warda Aulia   | 2335 | INA    | 2 | 0 | 2  | 2    | 4       |                 |        |
| 10  |       | Yuan Ye              | 2053 | CHN    | 1 | 7 | 12 | 4,5  | 20      | 2167            |        |
| 11  |       | Cao Yuhua            | 2049 | CHN    | 0 | 0 | 1  | 0    | 1       |                 |        |
| 12  |       | Wu Mengxian          | 1853 | CHN    | 1 | 2 | 9  | 2    | 12      | 2085            |        |